# Fogas bajszika
A fogas bajszika (Lybius bidentatus) a madarak osztályába a harkályalakúak rendjébe és a Lybiidae családjába tartozó faj.

## Rendszerezése
A fajt George Shaw angol botanikus és zoológus írta le 1798-ban, a Bucco nembe Bucco bidentatus néven. Sorolják a Pogonornis nembe Pogonornis bidentatus néven is.

## Alfajai
- Lybius bidentatus aequatorialis (Shelley, 1889)
- Lybius bidentatus bidentatus (Shaw, 1799)[3]

## Előfordulása
Afrika középső részén, Angola, Benin, Bissau-Guinea, Burundi, Dél-Szudán, Elefántcsontpart, Egyenlítői-Guinea, Etiópia, Gabon, Ghána, Guinea, Kamerun, Kenya, a Kongói Köztársaság a Kongói Demokratikus Köztársaság, a Közép-afrikai Köztársaság, Libéria, Mali, Nigéria, Ruanda és Sierra Leone területén honos. 
Természetes élőhelyei a szubtrópusi vagy trópusi száraz erdők, síkvidéki és hegyi esőerdők, szavannák és cserjések, valamint szántóföldek és vidéki kertek.

## Megjelenése
Testhossza 23 centiméter, testtömege 72-91 gramm. Két hegyes, fogszerű kinövés van a csőrén.
|  |

## Életmódja
Fák, bokrok ágain pihen, és fügével, banánnal, valamint egyéb gyümölcsökkel táplálkozik. A repülő termeszeket a levegőben kapja el.

## Természetvédelmi helyzete
Az elterjedési területe rendkívül nagy, egyedszáma pedig stabil. A Természetvédelmi Világszövetség Vörös listáján nem fenyegetett fajként szerepel.